# Karel Ledvinka
Karel Ledvinka (* 18. dubna 1941 Pardubice) je český politik, v 90. letech 20. století poslanec České národní rady a Poslanecké sněmovny za Občanské fórum, později za Občanskou demokratickou alianci, místopředseda Poslanecké sněmovny.

## Biografie
Pocházel z rodiny lékaře. Vystudoval gymnázium a SPŠS. Pak pracoval v n.p. Orličan a různých hospodářských pozicích a dálkově studoval Institut národohospodářského plánování při Vysoké škole ekonomické v Praze. V roce 1969 byl ovšem ze studia vyloučen. Byl propuštěn i ze zaměstnání. Přestěhoval se do Vysokého Mýta. Byl zaměstnán coby jeřábník, stavební dělník a později jako ekonom v místním stavebním podniku. Ještě v roce 1989 byl z politických důvodů propuštěn ze zaměstnání.
V roce 1963 se oženil. Manželka Hana působila jako lékařka. Mají dva syny.
Po sametové revoluci se zapojil do politiky. Ve volbách v roce 1990 byl zvolen za Občanské fórum do České národní rady. Od prosince 1991 byl aktivní v Občanské demokratické alianci. Opětovně byl zvolen do ČNR ve volbách v roce 1992, nyní za ODA (volební obvod Východočeský kraj).
Od vzniku samostatné České republiky v lednu 1993 byla ČNR transformována na Poslaneckou sněmovnu Parlamentu České republiky. V ní obhájil mandát ve volbách v roce 1996. V letech 1992-1998 byl místopředsedou poslanecké sněmovny. V období let 1997-1998 rovněž předsedou poslaneckého klubu ODA.
Profiloval se pravicově a antikomunisticky. V únoru 1997 vyvolal polemiky jeho komentář, kdy označil komunisty a republikány za lůzu a spodinu. Od dubna roku 1997 byl členem Pravé frakce ODA, která v době rostoucího pnutí uvnitř ODA prosazovala zachování konzervativních postulátů a odmítala liberální a pragmatické křídlo. 3. března 1998 vystoupil z ODA a následně spoluzakládal občanské sdružení Archa, které se definovalo jako zázemí pro bývalé členy ODA a zároveň myšlenkové podhoubí pro českou pravici. Kromě něj u vzniku této organizace byli například Pavel Bratinka nebo Vlasta Parkanová. Na rozdíl o jiných spolusignatářů Pravé frakce ODA se nepodílel na vzniku Strany konzervativní smlouvy.
V sněmovních volbách v roce 1998 již nekandidoval a opustil vrcholnou politiku. Již v květnu 1998 byl zvolen do dozorčí rady společnosti Unipetrol. Do roku 2002 pracoval jako ekonom a politický poradce, pak odešel do penze. Politicky se angažuje v Konzervativní straně.
V roce 2003 patřil mezi hosty na oficiální rozlučkové recepci prezidenta Václava Havla na zámku v Lánech. V senátních volbách roku 2006 se pokusil o návrat do vysoké politiky, když kandidoval do horní komory parlamentu jako člen Konzervativní strany za senátní obvod č. 44 - Chrudim. Získal ale jen 0,32 % hlasů a nepostoupil do 2. kola.